# Brenco
Brenco (Brenco Trading International Limited), créée en 1985 par Pierre Falcone, est une société de conseil, immatriculée aux îles Vierges britanniques et à l’île de Man.

## Historique
L’activité de Brenco consiste essentiellement en la construction d’hôpitaux, d’autoroutes et d’écoles dans les pays en voie de développement.
Brenco s'implante en Chine en 1988:
- Installation des premiers panneaux publicitaires électrifiés dans les rues chinoises
- Obtention pour Axa de sa première licence d’assureur AXA-UAP Branche Vie dans le pays
- Consultant pour Aerospatiale, au programme satellites Sinosat ainsi qu’à la vente de Sinosat 1[2].

De 1989 à 1997, Brenco deviendra un interlocuteur et conseiller privilégié de la SOFREMI (Société Française d’Exportation des matériels et systèmes du ministère de l’Intérieur).